# 韦尔多尔
韦尔多尔是德国北莱茵-威斯特法伦州的一个市镇。总面积33.36平方公里，总人口18487人，其中男性9057人，女性9430人（2011年12月31日），人口密度554人/平方公里。